# Прохор Лободник
Преподобни Прохор Лободник је био руски светитељ и чудотворац, монах Кијевско-печерске лавре.
Назван је Лободником зато што за све време живљења у манастиру Печерском није окусио хлеба, него се хранио лободом, месећи је на свој начин и правећи некакав хлеб од ње. Кад би он дао некоме од тог свог лободног хлеба с благословом, хлеб је бивао сладак као мед; а кад би му га неко украо, бивао је горак као пелен. Једно време када неста соли у Русији, Прохор је раздавао народу пепео као со. Пепео, који је он раздавао с благословом, бивао је со; пепео, пак, који би неко сам узео, бивао је обичан пепео. Кнез Свјатополк нареди те се у његов дворац пренесе сав пепео из Прохорове ћелије, без питања и благослова монахова. Но када се пепео пренесе, они који окусише уверише се да је пепео а не со. Тада рече Прохор народу што долажаше њему за со, да иду сви у кнежев дворац, па кад кнез избаци онај пепео из своје куће, нека они узму и носе као со. Народ тако учини, и опет пепео беше со. Уверивши се у ово и сам кнез испуни се поштовањем и љубављу према Прохору светом, те кад овај умре 1107. године, он га својим рукама положи у гроб покрај великих руских светитеља Антонија и Теодосија.
Српска православна црква слави га 10. фебруара по црквеном, а 23. фебруара по грегоријанском календару.
Велики део овог текста је преузет из охридског пролога светог владике Николаја Велимировића. Он не подлеже ауторским правима